# Tony Angiboust
Tony Angiboust (* 10. Juni 1983 in Chamonix) ist ein französischer Curler.
Angibousts größter Erfolg war bisher der Gewinn der Goldmedaille bei der Curling-Juniorenweltmeisterschaft-B 2001 in Tårnby.
Als Third spielte Angiboust bei den Olympischen Winterspielen 2010 in Vancouver im Team Frankreich mit Skip Thomas Dufour, Second Jan Henri Ducroz, Lead Richard Ducroz und Alternate Raphaël Mathieu. Die Mannschaft belegte den siebten Platz.